# 空間創研
株式会社空間創研（英: kukan-Soken Co.,Ltd.）は、日本のランドスケープコンサルティング会社。公園、日本庭園、動物園・植物園、緑化イベント、道路・河川・地域環境、自然環境の企画・計画・設計等をおもな業務とする。1984年2月創立。本社及び京都事務所は京都府京都市下京区、大阪事務所は大阪府大阪市北区神山町。

## おもな受賞
- 1985年 第1回都市公園コンクール設計部門：建設大臣賞（京都府立山城総合運動公園）
- 1990年 第6回都市公園コンクール設計部門：日本公園緑地協会長賞（新町川水際公園）
- 1993年 第9回都市公園コンクール設計部門：日本公園緑地協会長賞（播磨中央公園 遊びの森）
- 1994年 平成6年度日本造園コンサルタンツ協会賞特別部門（全国都市緑化きょうとフェア関連業務）
- 1995年 第11回都市公園コンクール設計部門：建設大臣賞（関西文化学術研究都市記念公園）
- 1996年 第4回京都市都市景観賞市長賞（梅小路公園シンボル庭園「緑の館」）
- 1996年 日本造園学会賞（京都市梅小路公園：シンボル庭園の設計 受賞者：吉田昌弘）
- 1997年 第13回都市公園コンクール設計部門：建設事務次官賞（宇治市植物園）
- 1997年 第5回京都市都市景観賞市長賞（梅小路公園シンボル庭園「朱雀の庭」）
- 1997年 第5回京都市都市景観賞市長賞（京都市立病院緑地整備工事）
- 1999年 日本建築学会賞（日吉ダム景観整備計画の策定及び実施設計に関する一連の業務）
- 2001年 第17回都市公園コンクール設計部門：国土交通大臣賞（国営木曽三川公園河川環境楽園「木曽川水園」）
- 2001年 Chelsea Flower Show 2001 Gold Medal & Best-in-show（A Real Japanese Garden 受賞者：吉田昌弘）
- 2003年 ランドスケープコンサルタンツ協会賞 一般部 設計部門：最優秀賞（国営木曽三川公園河川環境楽園「木曽川水園」）
- 2004年 日本造園学会 特別賞（世界に向けた日本の庭園技術・芸術の情報発信への貢献 チェルシーフラワーショー2001 出展日本庭園 受賞者：吉田昌弘）
- 2004年 第18回都市公園コンクール：設計部門国土交通省都市・地域整備局長賞（北九州市「到津の森公園」）
- 2005年 第9回関西まちづくり賞（浜甲子園さくら街（第1期建替）「タウンスケープをつくる団地再生デザイン」）
- 2007年 第23回都市公園コンクール 設計（小規模）部門：国土交通大臣賞（大阪市天王寺動物園「アフリカ・サバンナ草食動物/肉食動物ゾーン」）
- 2009年 第23回福岡市都市景観賞（九州大学伊都キャンパス）
- 2009年 ランドスケープコンサルタンツ協会賞 テーマ部 表現活動部門：奨励賞（地域連携による資源有効活用方針検討?エコあすか?）
- 2010年 ランドスケープコンサルタンツ協会賞 一般部 設計部門：最優秀賞（大阪市天王寺動物園「アフリカ・サバンナ草食動物/肉食動物ゾーン」）
- 2011年 ランドスケープコンサルタンツ協会賞 設計部門：特別賞（第27回全国都市緑化ならフェア やまと花ごよみ2010）
- 2011年 優良業務表彰：事務所長表彰（国営飛鳥歴史公園小構造物実施設計業務）
- 2014年 ランドスケープコンサルタンツ協会賞 設計部門：最優秀賞（第30回全国都市緑化とっとりフェア(お花畑会場) 水と緑のオアシスとっとり2013）